# Eduardo Velasco
Eduardo Velasco Querino (Santa Coloma de Gramanet, Barcelona, 28 de julio de 1968) es un actor español.

## Biografía
A la edad de 12 años se traslada a vivir con su familia a la localidad de Los Corrales en la provincia de Sevilla. Aún en su juventud se instala, de nuevo con su familia, en la ciudad de Málaga. Años después se trasladó a la capital hispalense donde se licenció en arte dramático por el Instituto de Teatro de Madrid. Su gran oportunidad artística se la proporciona José Carlos Plaza con la obra de teatro Solas, junto a Lola Herrera.
Instalado ya en Madrid funda la compañía teatral Avanti Teatro. 
En la pequeña pantalla, participa episódicamente en series como Los hombres de Paco, Los Serrano, Mis adorables vecinos, Acusados o Guante blanco, aunque su mayor popularidad televisiva en España le llega con el personaje fijo de Pedro Camacho, el profesor de gimnasia en la serie El internado. Posteriormente interpreta papeles principales en series como Bandolera, La reina del sur o Servir y proteger, pero aunque ha trabajado tanto en cine como en televisión y teatro, este último es el medio al que más se ha dedicado.
En 2023 se anuncia su fichaje por La Moderna, serie diaria de La 1.

## Experiencia profesional

### Televisión
| Año         | Serie                                        | Canal                | Personaje                 | Notas           |
| ----------- | -------------------------------------------- | -------------------- | ------------------------- | --------------- |
| 2005 - 2006 | Amar en tiempos revueltos                    | La 1                 | Cliente / Socio           | 3 episodios     |
| 2006        | Mis adorables vecinos                        | Antena 3             |                           | 1 episodio      |
| 2006        | Mesa para cinco                              | laSexta              |                           | 1 episodio      |
| 2006        | El comisario                                 | Telecinco            |                           | 1 episodio      |
| 2006        | Tirando a dar                                | Telecinco            | Santiago                  | 7 episodios     |
| 2006 - 2007 | Los hombres de Paco                          | Antena 3             | Ex de Bernarda            | 2 episodios     |
| 2006 - 2007 | Los Serrano                                  | Telecinco            | Carlos Pando              | 2 episodios     |
| 2007        | Hospital Central                             | Telecinco            | Padre de Antonio          | 1 episodio      |
| 2007 - 2008 | El Internado                                 | Antena 3             | Pedro Camacho             | 29 episodios    |
| 2008        | Lalola                                       | Antena 3             | Carlos "Charly" Álvarez   | 5 episodios     |
| 2008        | Guante blanco                                | La 1                 | Gerente bodega            | 1 episodio      |
| 2008        | Herederos                                    | La 1                 |                           | 1 episodio      |
| 2009        | Acusados                                     | Telecinco            | Antonio Mengual           | 3 episodios     |
| 2009        | 90-60-90, diario secreto de una adolescente  | Antena 3             | Abe Mitre                 | 8 episodios     |
| 2010        | Aída                                         | Telecinco            | Arturo                    | 1 episodio      |
| 2010        | Águila roja                                  | La 1                 |                           | 2 episodios     |
| 2011        | La reina del Sur                             | Antena 3 / Telemundo | Coronel Abdelkader Chaib  | 17 episodios    |
| 2011        | Cuéntame cómo pasó                           | La 1                 | Lorenzo                   | 2 episodios     |
| 2011        | Homicidios                                   | Telecinco            | Dr. Fernando Sánchez Lago | 1 episodio      |
| 2012        | Marco                                        | Antena 3             | Oficial                   | 1 episodio      |
| 2012        | Bandolera                                    | Antena 3             | José Mistral              | 63 episodios    |
| 2012        | Concepción Arenal, la visitadora de cárceles | La 1                 | Germán                    | TV-Movie        |
| 2014        | Tierra de lobos                              | Telecinco            |                           | 1 episodio      |
| 2014        | Cuéntame un cuento                           | Antena 3             | Rober 'Gruñon'            | 1 episodio      |
| 2016        | Olmos y Robles                               | La 1                 | Amigo de Marcos           | 1 episodio      |
| 2016        | Víctor Ros                                   | La 1                 | Álvaro Cuendías           | 4 episodios     |
| 2017 - 2022 | Servir y proteger                            | La 1                 | Fernando Quintero Gómez   | 1.102 episodios |
| 2019        | La reina del sur 2                           | Telemundo            | Coronel Abdelkader Chaib  | 60 episodios    |
| 2021        | Toy Boy                                      | Atresplayer          | Padre de Darío            | 1 episodio      |
| 2024        | La Moderna                                   | La 1                 | Cecilio Valbuena          | 59 episodios    |
| 2024        | Una vida menos en Canarias                   | Atresplayer          | Emilio Díaz               | 1 episodio      |
| 2025        | La encrucijada                               | Antena 3             | Humberto                  | ¿? episodios    |

### Teatro
- El Jurado Dir Andrés Lima. 2016
- El burlador de Sevilla Dir Darío Facal. Producción Teatro español. 2015
- Don Juan Tenorio Dir: Blanca Portillo. Versión de Juan Mayorga. 2014
- El encuentro. Dir: Julio Fraga. Idea original: Eduardo Velasco. Personaje: Santiago Carrillo. 2014
- El profeta loco. Dir: Paco Bernal. Texto original de Eduardo Velasco. 2013
- Las flores de Don Juan. Dir: José Bornás. Texto de Lope de Vega. 2013
- Ay, Carmela. Dir: José Sanchis Sinisterra. 2013
- Noches de acero. Director de la obra. Texto de Saúl F. Blanco. 2012
- De ratones y hombres. Dirigida por Miguel del Arco. (2012).[3]
- Volveremos a hablar de esta noche. Dir: por Jaime Palacios. Texto de Jaime Palacios, estreno nacional. 2011.
- Productor de Julio César. Dir: José Carlos Plazas. 2010.
- Amor plautónico. Dirigida por Chusa Martín con texto de David Desola. Personaje: Boris. 2009.
- So happy together. Dir: por José Bornás. Producida por Apata teatro. 2009.
- Solas. Centro Andaluz de Teatro/ Maestranza films/ Pentación Teatro. Dir: José Carlos Plaza. Personaje: Juan (El camionero) Gira 2005-2006.
- Fundador de Avanti Teatro y Productor Creativo de Después de Ricardo, Versión libre de Ricardo III. Dir: Julio Fraga. Estreno en Almagro y en Feria de Teatro de Palma del Río 2005.
- Juro por Dios que este no es mi próximo espectáculo. Laraña Teatro SL. Gira 2002/ 03.
- Camino del cielo. Dir: por Jorge Rivera. Texto de Juan Mayorga, estreno nacional. Producido por Skaena Teatro y el Teatro Alameda, Málaga. Personaje: El Delegado de la Cruz Roja.
- Otelo, el moro, Emilio Hernández. CAT. Personaje: Casio Gira 00/ 01.

### Cine
- El futuro ya no es lo que era. Dir Pedro Luis Barbero. Zebra Producciones. 2015
- Flexibiliza. Corto. Dir: Remedios Crespo. 2014
- Promesas que cumplir Productora: MediaGroup Sureña. 2014
- El país del miedo Dir: Francisco Espada. Basado en una novela de Isaac Rosa. 2014
- Historias de Lavapiés Dir: Ramón Luque. 2013
- Fumando espero Dir: Eduardo Casanova. Corto. 2013
- ¿Dónde están las llaves? Dir: Ana Graciani. Corto. 2013
- Revenge Dir: Miguel Ángel Postigo. 2012
- La mula. Dir: Michael Radford. 2012
- Los niños salvajes Dir: Patricia Ferreira 2012
- La última isla Dir: Dacil Pérez Guzmán. 2012
- Lo que ha llovido. Dir: Antonio Cuadri. 2011.
- Disminuir el paso. Corto. Premio en el II Certamen de Cortos Deportivos de Marca. Dir: Iván Hermes. 2011
- Evelyn. Dir: Isabel Docampo. 2010.
- Donde el olor del mar no llega. Dir: Lilian Rosado González. 2010.
- Miénteme coproducida por IndigoMedia. 2009
- La balada del estrecho. Dir: Jaime Botella. 2009.
- Los minutos del silencio. Dir: Rafael Robles. 2008.
- Bajo el mismo cielo. Dir: Silvia Munt. Arrayas Producciones. 2008.
- El patio de mi cárcel. Dir: Belén Macías. 2008.
- Carlitos y el campo de los sueños. Dir: Jesús del Cerro. 2008.
- Spininn. Dir: Eusebio Pastrana. 2007.
- Ladrones. Dir: Jaime Marqués. 2007.
- Propiedad privada. Dir: Ángeles Muñiz. Cortometraje 35mm. Nominado a los Goya 2006.
- Cornamusa. Corto. Dir: Nacho Albert. 2006.
- El camino de Víctor. Dir: Dacil Pérez Guzmán. Sakai-films producciones 2004.
- Las huellas que devuelve el mar. Gabi Beneroso. Zona Zine del festival de cine de Málaga 2004.
- El día de mi boda. Corto. Sección oficial del Festival de cine de Málaga 2004.
- El juego de Pedro. Enrique García. Corto 2004
- Illo, ¿tienes un pitillo? Salvador Blanco. FICCAB 04 premio RTVA a la mejor producción audiovisual andaluza. Premio del público en Cinemálaga 2004 Corto.
- Historia de la economía social. Corto Documental. M30M. Presentador 2003
- La casa de la luna. Gabi Beneroso. 2002
- Punto y Coma. Hermanos López. Toma 27. En formato HD 2002.
- Café. Enrique García. Primer premio de vídeo creación del festival de cine de Málaga. 2001

### Otros
- Participación en el videoclip Y en tu ventana, de Andy y Lucas. 2004